# Copa del Rey 2015-2016
Copa del Rey Fotbal 2015-16 este a 112-a ediție a Copa del Rey. Au participat echipe din primele patru eșaloane ale fotbalului spaniol, respectiv La Liga, Segunda División, Segunda División B și Tercera División.
Turneul a început pe data de 2 septembrie 2015 și s-a încheiat pe data de 21 mai 2016.

## Programul și formatul
Programul a fost făcut public de  RFEF și LFP la 30 mai 2014, iar formatul nu a suferit modificări față de sezonul precedent.
| Faza          | Date                | Număr de meciuri | Cluburi | Intrate în competiție                       |
| ------------- | ------------------- | ---------------- | ------- | ------------------------------------------- |
| Faza I        | 2 septembrie 2015   | 18               | 83      | Cluburile din Tercera si Segunda Division B |
| Faza a II-a   | 9 septembrie 2015   | 22               | 65      | Cluburile din Segunda Division              |
| Faza a III-a  | 14 octombrie 2015   | 11               | 32      | niciunul                                    |
| Șaisprezecimi | 2-16 decembrie 2015 | 16               | 16      | Cluburile din La Liga!                      |
| Optimi        | 6-13 ianuarie 2016  | 8                | 8       | niciunul                                    |
| Sferturi      | 20-27 ianuarie 2016 | 4                | 4       | niciunul                                    |
| Semifinale    | 3-10 februarie 2016 | 4                | 2       | niciunul                                    |
| Finala        | 21 mai 2016         | 1                | 1       | niciunul                                    |

## Primul tur
| Echipa 1                      | Scor | Echipa 2                          |
| ----------------------------- | ---- | --------------------------------- |
| Condal Club                   | 1-4  | Arandina CF                       |
| CD Tudelano                   | 3-2  | SD Compostela                     |
| CD Laredo                     | 2-0  | Real Racing Club de Santander SAD |
| CD Guijelo                    | 1-0  | Pontevedra CF SAD                 |
| CD Varea                      | 2-3  | Cultura y Deportiva Leonesa SAD   |
| CD Guadalajara                | 0-2  | CF Talavera de la Reina           |
| CD Ebro                       | 3-2  | Real Unión Club SAD               |
| UD Socuéllamos                | 2-1  | Club Portugalete                  |
| CD Mensajero                  | 2-0  | CF Rayo Majadahonda               |
| CE Sabadell FC SAD            | 1-2  | CD Castellón SAD                  |
| CD Alcoyano                   | 1-2  | SD Formentera                     |
| Lleida Esportiu Terraferma CF | 3-1  | Hércules de Alicante CF SAD       |
| CF Reus Deportiu SAD          | 2-0  | FC Ascó                           |
| UD Melilla                    | 0-1  | Algeciras CF                      |
| RB Linense                    | 1-0  | RC Recreativo de Huelva SAD       |
| Real Murcia CF SAD            | 0-1  | Cádiz CF SAD                      |
| Linares Deportivo             | 2-1  | FC Jumilla                        |
| Mérida AD                     | 0-3  | Peña Sport FC                     |

## Turul II
| Echipa 1                | Scor      | Echipa 2                      |
| ----------------------- | --------- | ----------------------------- |
| CD Mensajero            | 0-1       | Cádiz CF                      |
| CF Talavera de la Reina | 0-2       | RB Linense                    |
| UD Logrones             | 2-1       | Linares Deportivo             |
| CD Ebro                 | 1-0       | CD Tudelano                   |
| UCAM Murcia CF          | 2-1       | Algeciras CF                  |
| Lleida Esportiu         | 2-0       | CD Guijuelo                   |
| Huracán Valencia CF     | 2-0       | UD Socuéllamos                |
| Arandina CF             | 2-4       | CF Reus Deportiu              |
| CD Laredo               | 3-1       | Si Cultural Leonesa Deportiva |
| Barakaldo CF            | 3-1       | SD Formentera                 |
| Racing de Ferrol        | 1-0       | CD Castellón                  |
| CF Villanovense         | 3-2       | Peña Sport FC                 |
| RCD Mallorca            | 0-2       | SD Huesca                     |
| Gimnastic de Tarragona  | 2-2 (5-4) | Girona FC                     |
| CD Leganés              | 2-0       | CD Tenerife                   |
| Cordoba CF              | 0-1       | CD Lugo                       |
| CD Mirandes             | 1-2       | CA Osasuna                    |
| Real Oviedo             | 2-1       | Real Valladolid CF            |
| UE Llagostera           | 2-1       | Albacete                      |
| AD Alcorcón             | 0-1       | SD Ponferradina               |
| UD Almería              | 3-3 (4-3) | Elche CF                      |
| CD Numancia de Soria    | 0-1       | Deportivo Alaves              |

## Turul III
| Echipa 1            | Scor | Echipa 2            |
| ------------------- | ---- | ------------------- |
| Real Oviedo         | 2-3  | CD Mirandes         |
| Zaragoza Real       | 1-2  | UE Llagostera       |
| CD Leganés          | 3-1  | Deportivo Alaves    |
| Barakaldo CF        | 1-0  | Huracán Valencia CF |
| SD Ponferradina     | 1-0  | CD Lugo             |
| UD Almería          | 2-1  | Gimnastic           |
| Cádiz CF            | 1-0  | CD Laredo           |
| Balompedica Linense | 2-0  | CD Ebro             |
| CF Reus Deportiu    | 2-1  | Lleida Esportiu     |
| CF Villanovense     | 2-1  | Racing de Ferrol    |
| UD Logrones         | 2-2  | UCAM Murcia CF      |

## Șaisprezecimi
Tragerea la sorți pentru șaisprezecimi a avut loc la 16 octombrie 2015, în La Ciudad del Fútbol. În această rundă, toate echipele din La Liga vor intra în concurs.
Primul tur s-a jucat în perioada 28-3 Decembrie,iar returul se va juca în perioada 15-17 Decembrie.
| Data retur | Echipa 1            | Scor | Echipa 2            | TUR | RETUR |
| ---------- | ------------------- | ---- | ------------------- | --- | ----- |
| (Amânat)   | Cadiz CF            | 3-0  | Real Madrid         | 0-0 | 0-0   |
| 17.12.2015 | CD Villanovense     | 1-6  | FC Barcelona        | 0-0 | 1-6   |
| 16.12.2015 | Barakaldo CF        | 1-5  | Valencia CF         | 1-3 | 0-2   |
| 17.12.2015 | CF Reus Deportivo   | 1-3  | Atleticó Madrid     | 1-2 | 0-1   |
| 15.12.2015 | UD Logrones         | 0-5  | Sevilla FC          | 0-3 | 0-2   |
| 16.12.2015 | Balompedica Linense | 0-8  | Athletic Club       | 0-2 | 0-6   |
| 17.12.2015 | SD Huesca           | 3-4  | Villarreal CF       | 3-2 | 0-2   |
| 17.12.2015 | UD Almeria          | 1-4  | Celta Vigo          | 1-3 | 0-1   |
| 17.12.2015 | CD Leganes          | 2-2  | Granada CF          | 2-1 | 0-1   |
| 15.12.2015 | UE Llagostera       | 2-3  | Deportivo la Coruña | 1-2 | 1-1   |
| 16.12.2015 | CD Mirandes         | 3-1  | Málaga CF           | 2-1 | 1-0   |
| 16.12.2015 | SD Ponferradina     | 3-4  | Éibar               | 3-0 | 0-4   |
| 15.12.2015 | Real Betis          | 5-3  | Sporting Gijón      | 2-0 | 3-3   |
| 15.12.2015 | Levante UD          | 2-3  | Español             | 1-1 | 1-2   |
| 16.12.2015 | UD Las Palmas       | 3-2  | Real Sociedad       | 2-1 | 1-1   |
| 16.12.2015 | Rayo Vallecano      | 3-3  | Getafe CF           | 2-0 | 1-3   |

## Optimi de finala
Optimile de finală vor avea loc între 6-13 ianuarie 2016!
| Data tur  | Data retur | Echipa 1       | Scor | Echipa 2            | Tur | Retur |
| --------- | ---------- | -------------- | ---- | ------------------- | --- | ----- |
| 6.01.2016 | 13.01.2016 | Ath.Bilbao     | 4-2  | Villareal           | 3-2 | 1-0   |
| 6.01.2016 | 13.01.2016 | Mirandes       | 4-1  | Deportivo la Coruna | 1-1 | 3-0   |
| 6.01.2016 | 13.01.2016 | Valencia       | 7-0  | Granada             | 4-0 | 3-0   |
| 6.01.2016 | 13.01.2016 | Betis          | 0-6  | Sevilla             | 0-2 | 0-4   |
| 6.01.2016 | 13.01.2016 | Barcelona      | 6-1  | Espanol             | 4-1 | 2-0   |
| 6.01.2016 | 13.01.2016 | Rayo Vallecano | 1-4  | Atletico Madrid     | 1-1 | 0-3   |
| 7.01.2016 | 13.01.2016 | Cadiz          | 0-5  | Celta Vigo          | 0-3 | 0-2   |
| 7.01.2016 | 13.01.2016 | Eibar          | 4-6  | Las Palmas          | 2-3 | 2-3   |

## Sferturi de finala
| Data tur   | Data retur | Echipa 1   | Scor | Echipa 2        | Tur | Retur |
| ---------- | ---------- | ---------- | ---- | --------------- | --- | ----- |
| 21.01.2016 | 28.01.2016 | Valencia   | 2-1  | Las Palmas      | 1-1 | 1-0   |
| 20.01.2016 | 27.01.2016 | Ath.Bilbao | 2-5  | Barcelona       | 1-2 | 1-3   |
| 21.01.2016 | 28.01.2016 | Sevilla    | 5-0  | Mirandes        | 2-0 | 3-0   |
| 20.01.2016 | 27.01.2016 | Celta      | 3-2  | Atletico Madrid | 0-0 | 3-2   |

## Semifinale
| Data tur  | Data retur | Ora   | Echipa 1  | Scor | Echipa 2 | Tur | Retur | Transmisiuni |
| --------- | ---------- | ----- | --------- | ---- | -------- | --- | ----- | ------------ |
| 3.02.2016 | 10.02.2016 | 22:00 | Barcelona | 8-1  | Valencia | 7-0 | 1-1   | Digi Sport 1 |
| 4.01.2016 | 11.02.2016 | 21:30 | Sevilla   | 6-2  | Celta    | 4-0 | 2-2   | Digi Sport 1 |

## Finala
| Data        | Ora   | Echipa 1  | Scor | Echipa 2 | Transmis de  |
| ----------- | ----- | --------- | ---- | -------- | ------------ |
| 22 mai 2016 | 22:30 | Barcelona | 2-0  | Sevilla  | Digi Sport 1 |